# Terra Nova (film)
Terra Nova is een Nederlandse zwart-witfilm uit 1932, ook bekend onder de titel Nieuw Land. Dit is een van de eerste Nederlandse geluidsfilms. Hij werd geregisseerd door Gerard Rutten.
De eerste zin die uitgesproken wordt, is in de scène waarin hoofdrolspeler Adolphe Engers bij het zien van de Afsluitdijk zijn handen aan zijn mond zet en de woorden "De dijk is dicht" klinken.

## Verhaal
De film speelt zich grotendeels af in Volendam. Nu de Afsluitdijk wordt aangelegd, waar voorheen een doorgang naar de Noordzee bestond, zien de vissers dit als een bedreiging van hun visserij. De meesten komen in opstand en er ontstaat een conflict tussen de oudere vissers en de jongere. De vissers willen de dijk ongedaan maken, maar zien al snel in dat dit zinloos is. Een oude visser die diepgelovig is, ziet de afsluiting als een teken van hogerhand omdat zijn vrouw overspel met zijn knecht heeft gepleegd. Hij neemt haar mee naar zee en gooit haar als offer overboord. Zijn knecht ondergaat hetzelfde lot, maar weet de vrouw te redden. Zelf sterft de oude visser aan een hartaanval. De jongere vissers gaan hun toekomst op het land zoeken.

## Rolverdeling
| Acteur         | Personage             |
| -------------- | --------------------- |
| Adolphe Engers | de oude schipper      |
| Piet Rienks    | schippersknecht       |
| Jane Donk      | vrouw van de schipper |

## Achtergrond
Hoewel in Nederland eind jaren twintig al geluidsfilms te zien waren, bestond er nog geen geluidsfilm van eigen bodem. Op 28 maart 1931 stond in de Haagse Post een advertentie van de filmmaatschappij Electra, waarin scenario's voor een Nederlandse speelfilm met geluid werden gevraagd. Gerard Rutten, die aan de korte geluidsfilm Finale werkte, probeerde Electra voor een lange geluidsfilm te interesseren. Terra Nova moest de eerste Nederlandse speelfilm met geluid worden, en zou een actueel thema behandelen: de afsluiting van de Zuiderzee. Twee van de drie vennoten van Electra wezen Ruttens plan echter af, waarna vennoot Willem Rienks in april besloot de film voor eigen rekening te produceren. (In juli 1931 is overigens sprake van vervaardiging "voor een financieele groep".) Zijn neef Piet Rienks kreeg in de film een rol als schippersknecht.
De buitenopnamen werden gemaakt op de Zuiderzee en in Rotterdam, en waren eind juli 1931 voltooid, waarna de opnamen in de Electra-studio begonnen. Terra Nova was feitelijk een mengvorm van een stomme film en een geluidsfilm. Hij werd als stomme film opgenomen, maar in de studio werden door geluidstechnicus Frits Prinsen drie monologen van de oude schipper nagesynchroniseerd en werd filmmuziek van Hans Brandts Buys toegevoegd. Regisseur Rutten en producent Rienks kregen ruzie over het eindproduct en Rutten werd de studio uitgezet.
Rienks liet de film in oktober 1932 afmaken, waarbij de muziek van Brandts Buys geheel werd vervangen door die van Paul Mulder. Hij organiseerde een persvoorstelling op 1 december 1932 in Theater Seinpost te Scheveningen. Diezelfde dag publiceerde Het Volk een brief van Ben van Eysselsteijn, Adolphe Engers, Gerard Rutten, Hans Bieberbach, Andor von Barsy, en Hans Brandts Buys, waarin zij zich volledig van de film distantieerden.
De filmrecensenten waren ook niet over de film te spreken. De filmtechniek werd door Het Volk "zeer gebrekkig" genoemd. Dat het geluid dikwijls niet synchroon was maakte een griezelige indruk, de grondgedachte van Van Eysselsteijn was slap uitgewerkt, en Adolphe Engers speelde veel te nadrukkelijk. Wel was er waardering voor het camerawerk van Andor von Barsy. Volgens Het Vaderland was het "een loome, zware film, die niet opschiet, die maar niet tot daden komen kan".

## Kort geding
Producent Rienks achtte zich zo benadeeld door de open brief van zijn ex-medewerkers dat hij de Residentie-filmmaatschappij op 19 december een kort geding liet aanspannen waarin schadevergoeding werd geëist. (Volgens Het Vaderland was het kort geding alleen tegen Adolphe Engers gericht die een actie tegen de film op touw zou hebben gezet. Engers, die tijdens het kort geding aanwezig was, zou hebben gedreigd de film in beslag te laten nemen, waardoor bioscoopexploitanten de film niet op het programma zouden durven zetten.) De rechtbank van Den Haag wees de eis op 24 december af en veroordeelde de eisende partij tot de kosten van het geding.
Uiteindelijk is de film nooit in roulatie gekomen. De reden is niet bekend. Mogelijk speelde een conflict over de Loetafoon, een door Prinsen en Rienks aan Philips geleverd geluidsfilmsysteem, een rol.
Rutten maakte in 1933 in eigen beheer een nieuwe versie van zijn film. Tijdens de montage sprong een hete gloeilamp uit elkaar, waardoor het nitraatmateriaal in brand vloog en de film nagenoeg geheel verbrandde. Rutten vroeg vervolgens Simon Koster een nieuw scenario te schrijven over de afsluiting van de Zuiderzee. Dit resulteerde in de film Dood water, die in 1934 uitkwam.

## Alsnog in première
Om onduidelijke redenen werd Terra Nova lange tijd als verloren beschouwd. De film was echter in 1953 door Frits Prinsen aan het Nederlands Filmmuseum geschonken. Een deel van de film werd geconserveerd, maar grote delen raakten zoek. Ze werden in 1991 teruggevonden in het archief van het Filmmuseum te Overveen, in een filmblik met het opschrift 'Wieringen', waarna de film werd gereconstrueerd. De oorspronkelijke muziek van Brandts Buys werd teruggevonden in het Haags Gemeentemuseum en werd opnieuw opgenomen, onder leiding van Ruud Bos, en de dialogen werden ingesproken door Gerard Thoolen en Huub Stapel. In deze versie beleefde de film op 20 januari 1994 zijn première. De filmrecensent Mark Moorman vond de muziek van Brandts Buys "niet om aan te horen".

## Eerbewijzen
Terra Nova werd in 1994 genomineerd voor een Gouden Kalf, maar de prijs ging naar 1000 Rosen.
1. ↑  Ook William Rienks.
2. 1 2  Dibbets, p.252
3. 1 2  Dibbets, p.250
4. ↑  "Terra Nova", De Gooi- en Eemlander, 22 juli 1931
5. ↑  Dibbets, p.251
6. ↑  De Nederlandsche Geluidsfilm, Nieuwsblad van het Noorden, 23 juli 1931
7. ↑  Dibbets, p.255
8. 1 2  Nijkeuter, p.26
9. ↑  Dibbets, p.256
10. ↑  Terra Nova, De Telegraaf, 3 december 1932
11. ↑  Drukte rondom "Terra Nova", Het Volk, 1 december 1932
12. ↑  "Terra Nova" te hoog gegrepen, Het Volk, 2 december 1932
13. ↑  Terra Nova, Het Vaderland, 2 december 1932
14. ↑  De geluidsfilm "Terra Nova", Het Vaderland, 20 december 1932
15. ↑  De geluidsfilm Terra Nova, Het Vaderland, 20 december 1932
16. ↑  Geluidsfilm "Terra Nova", Algemeen Handelsblad, 21 december 1932
17. ↑  Adolphe Engers' Film-conflict, De Telegraaf, 25 december 1932
18. ↑  Strijd om "Terra Nova", Het Volk, 24 december 1932
19. ↑  Dibbets, p.257
20. ↑  Filmmuseum vindt film uit '32 terug Het Parool, 21 juni 1991
21. 1 2  Eerste Nederlandse geluidsfilm na 60 jaar in première, Nieuwsblad van het Noorden, 20 januari 1994
22. 1 2  Terra Nova: De dijk is dicht! Het water valt!, Het Parool, 20 januari 1994
23. ↑  Australiër Cox houdt Cinema Militans-lezing, de Volkskrant, 14 september 1994